# Episodi di Summer Days (prima stagione)
La prima stagione della serie televisiva Summer Days è andata in onda in Israele dal 19 agosto al 31 ottobre 2012 su Disney Channel.
In Italia viene trasmessa dal canale pay Disney Channel dal 1º luglio all'11 ottobre 2013.
Summer Days è una serie che parla dell'estate di sei ragazzi che cercano di viverla al meglio e tra amori, sport e lavoretti estivi Tamar trova l'anima gemella Gur e conquista il palcoscenico; Elinor starà insieme a Ithai e lavorerà al Milkshake e poi per un breve periodo al Nona per poi ritornare al Milkshake; Dafi dopo essere diventata una "star" snobberà spesso le amiche a merito di Shira e Sharon, la sua produttrice, tutto tornerà normale,  però negli ultimi episodi quando si fidanzerà anche con Dhin Lahav; Karine, cugina di Tamar, arriverà da Los Angeles e sconvolgerà un po' gli equilibri. Anche lei si fidanzerà con Tom, fratello di Elinor e farà amicizia con le ragazze; per finire Danah che è dovuta partire per l'Italia per tre anni incontrerà l'amore grazie a Francesco. Si vedrà spesso nella serie tramite videochat. 
Gur è un ragazzo trasferitosi in città per gravi problemi finanziari dovuti ai debiti della falegnameria del padre. Mochie è suo fratello.
I genitori di Tamar avranno un ruolo secondario, come gli altri genitori del gruppo, anche se poi riacquisteranno i riflettori grazie alla gravidanza di Sigal, madre di Tamar.
Ithai è il ragazzo di Elinor che lavora presso una gelateria. Farà il corso per giovani dottori con Elinor a cui rinuncerà per far posto ad Elinor ed inseguire il suo sogno sulle orme del cinema.
| nº    | Titolo italiano              | Prima TV Italia   |
| ----- | ---------------------------- | ----------------- |
| 1     | Vacanze impegnative          | 1º luglio 2013    |
| 2     | L'ospite                     | 2 luglio 2013     |
| 3     | Il bikini perfetto           | 3 luglio 2013     |
| 4     | Il concerto                  | 4 luglio 2013     |
| 5     | La sorpresa                  | 5 luglio 2013     |
| 6     | Il mercatino delle occasioni | 8 luglio 2013     |
| 7     | Sofferenze d'amore           | 9 luglio 2013     |
| 8     | L'unione fa la forza         | 10 luglio 2013    |
| 9     | Video musicale               | 11 luglio 2013    |
| 10    | Festa per la proiezione      | 12 luglio 2013    |
| 11    | Allenatore personale         | 15 luglio 2013    |
| 12    | Audizione                    | 16 luglio 2013    |
| 13    | Giornata di sorprese         | 17 luglio 2013    |
| 14    | Indagine                     | 18 luglio 2013    |
| 15    | Primi appuntamenti           | 19 luglio 2013    |
| 16    | Il prezzo del successo       | 22 luglio 2013    |
| 17    | Equivoci                     | 23 luglio 2013    |
| 18    | L'invito                     | 24 luglio 2013    |
| 19    | Buon compleanno              | 25 luglio 2013    |
| 20    | Il viaggio                   | 26 luglio 2013    |
| 21-22 | Vacanze a Eilat              | 27 luglio 2013    |
| 23    | Solo amici                   | 11 settembre 2013 |
| 24    | La tirocinante               | 12 settembre 2013 |
| 25    | Star per un giorno           | 13 settembre 2013 |
| 26    | Nona vs Milkshake            | 16 settembre 2013 |
| 27    | I dubbi di Tamar             | 17 settembre 2013 |
| 28    | L'ammiratore                 | 18 settembre 2013 |
| 29    | L'incontro                   | 19 settembre 2013 |
| 30    | L'anello                     | 20 settembre 2013 |
| 31    | L'intervista                 | 23 settembre 2013 |
| 32    | Strategie d'amore            | 24 settembre 2013 |
| 33    | Un vecchio amore             | 25 settembre 2013 |
| 34    | La cena                      | 26 settembre 2013 |
| 35    | Il passaporto                | 27 settembre 2013 |
| 36    | Lezione privata              | 30 settembre 2013 |
| 37    | La produttrice               | 1º ottobre 2013   |
| 38    | La gara di surf              | 2 ottobre 2013    |
| 39    | Il diario                    | 3 ottobre 2013    |
| 40    | L'esame                      | 4 ottobre 2013    |
| 41    | L'ispirazione                | 7 ottobre 2013    |
| 42    | La surfista                  | 7 ottobre 2013    |
| 43    | Sceneggiatura                | 8 ottobre 2013    |
| 44    | La sorpresa                  | 8 ottobre 2013    |
| 45    | La valigia                   | 9 ottobre 2013    |
| 46    | La pubblicità                | 9 ottobre 2013    |
| 47    | Prova generale               | 10 ottobre 2013   |
| 48    | Milano                       | 10 ottobre 2013   |
| 49-50 | Amicizie ritrovate           | 11 ottobre 2013   |